# Genre, sexualité et société
Genre, sexualité et société (en español: Género, Sexualidad y Sociedad) es una revista científica de acceso abierto, revisada por pares y en lengua francesa dedicada a cuestiones de sexualidad y género.

## Descripción
Genre, sexualité et société es una revista en línea internacional, multidisciplinaria, en idioma francés y revisada por pares, dedicada a cuestiones de sexualidad y género. Desde 2009 tiene una periodicidad bianual.

## Historia
Creada en 2007, por iniciativa de Régis Revenin y a partir de una idea de Bruno Perreau, por un grupo de jóvenes investigadores en ciencias sociales entre los que se encontraban Marianne Blidon, Bruno Perreau, Natacha Chetcuti, Stéphanie Kunert, Cécile Chartrain, Massimo Prearo, Mickaël Bertrand, la revista Genre, sexuelle & société pretende ser un espacio de diálogo e intercambio en torno a cuestiones de género y sexualidad.
En 2008, Eric Fassin fue el director científico de la revista, Marianne Blidon era la redactora jefe y Régis Revenin era el director de publicaciones.
La revista cuenta con el apoyo del Instituto de Investigaciones Interdisciplinarias sobre Cuestiones Sociales de la Universidad Sorbona-París Norte y de la Maison des Sciences Humaines.
El primer número de la revista se publicó en 2009, bajo la dirección de Cécile Chartrain y Natacha Chetcuti. El título de la primera publicación fue Lesbiennes (en español: Lesbianas).
En 2020, Amélie Le Renard dirigió la revista junto a Virginie Dutoya.